# Sự sống trên Sao Kim

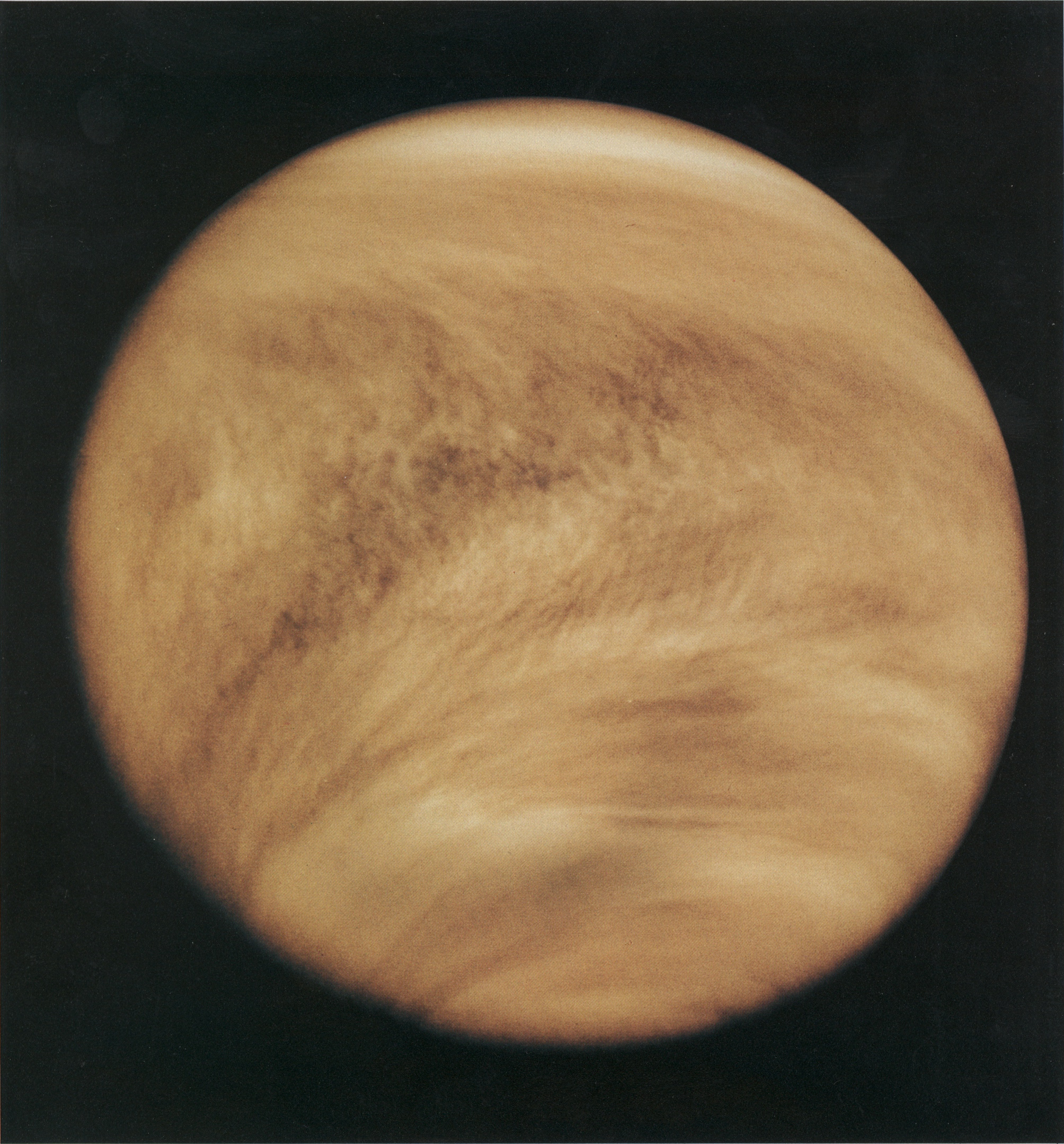
Bầu khí quyển của Sao Kim khi nhìn dưới tia cực tím bởi Pioneer Venus Orbiter vào năm 1979.

Sự suy đoán về sự sống hiện đang tồn tại trên Sao Kim đã giảm đi đáng kể kể từ đầu những năm thập niên 1960, khi tàu không gian bắt đầu nghiên cứu Sao Kim và việc các điều kiện trên Sao Kim là khắc nghiệt hơn so với trên Trái Đất đã trở nên rõ ràng.
Với việc Sao Kim có vị trí gần với Mặt Trời hơn Trái Đất và việc hiệu ứng nhà kính cực độ đã nâng nhiệt độ bề mặt Sao Kim lên gần 462 °C (735 K), và áp suất khí quyển gấp 90 lần Trái Đất, đã khiến sự sống dựa trên nước như chúng ta đã biết không thể có khả năng xảy ra trên bề mặt hành tinh. Tuy nhiên, một vài nhà khoa học đã suy đoán rằng các vi sinh vật ưa sống trong điều kiện khắc nghiệt, ưa nhiệt và pH thấp có thể tồn tại ở những tầng axit bên trên có nhiệt độ thấp hơn của bầu khí quyển Sao Kim.

## Quan điểm trong lịch sử
Cho tới tận giữa thế kỷ 20, môi trường bề mặt của Sao Kim vẫn được tin là tương tự với của Trái Đất, và do đó có nhiều người tin rằng Sao Kim có thể tồn tại sự sống. Vào năm 1870, nhà thiên văn học người Anh Richard Proctor nói rằng việc sự sống tồn tại trên Sao Kim là bất khả thi ở gần xích đạo Sao Kim, nhưng có thể có gần hai cực.
Kể từ thập niên 1960, các bằng chứng rõ ràng ngày càng tăng lên từ các tàu vũ trụ khác nhau đã cho thấy rằng Sao Kim có một khí hậu khắc nghiệt, với một hiệu ứng nhà kính sản sinh ra nhiệt độ liên tục vào khoảng 500 °C ở bề mặt Sao Kim. Khí quyển chứa những đám mây axit sulfuric và áp suất khí quyển ở bề mặt là 90 bar, gấp gần 100 lần so với trên bề mặt Trái Đất và bằng với áp suất dưới độ sâu 1.000 m (3.300 ft) trong lòng đại dương của Trái Đất. Với môi trường như vậy, và với các đặc điểm thù địch ngày càng tăng lên của khí hậu trên Sao Kim, cơ hội của sự sống mà chúng ta đã biết đã bị loại bỏ khỏi bề mặt Sao Kim.
Vào tháng 9 năm 1967, Carl Sagan và Harold Morowitz đã cho xuất bản một bản phân tích về vấn đề sự sống trên Sao Kim trên tạp chí Nature.

## Sự sống trong bầu khí quyển của Sao Kim
Mặc dù có ít khả năng tồn tại sự sống gần bề mặt Sao Kim, nhưng những cao độ trên khoảng 50 km kể từ bề mặt có một nhiệt độ nằm trong khoảng mà nước vẫn có thể tồn tại dưới dạng lỏng, và do đó vẫn có một vài ý kiến ủng hộ khả năng đó trong bầu khí quyển của Sao Kim.
Trong bản phân tích dữ liệu phi vụ từ Venera, những phi vụ Pioneer Venus và Magellan, các nhà khoa học đã phát hiện ra rằng carbonyl sulfide, hydro sulfide và lưu huỳnh điôxit đều cùng nhau hiện diện trong thượng tầng khí quyển. Venera cũng phát hiện được một lượng lớn clo độc hại ngay bên dưới lớp mây của Sao Kim. Carbonyl sulfide rất khó để có thể sản xuất theo phương pháp vô cơ, nhưng nó có thể được sản sinh ra bởi hoạt động của núi lửa. Axit sulfuric được sản xuất ra trong thượng tầng khí quyển bằng các hoạt động quang hóa học của Mặt trời đối với cacbon dioxide, lưu huỳnh điôxit và nước bốc hơi.
Sự bức xạ mặt trời thu hẹp khu vực khí quyển có thể tồn tại sự sống được vào khoảng cao độ từ 51 km (65 °C) và 62 km (−20 °C), bên trong các đám mây axit. Đã có những suy đoán rằng những đám mây trong khí quyển Sao Kim chứa các chất hóa học có thể bắt đầu các dạng hoạt động sinh học. Đã có suy đoán rằng bất cứ vi sinh vật giả thiết này sống trong bầu khí quyển, nếu có, có thể sử dụng tia tử ngoại (UV) do Mặt trời tỏa ra làm nguồn năng lượng, và đó có thể là một lời giải thích cho những vạch tối quan sát được trên các bức ảnh UV chụp Sao Kim.

## Sự sống trước đây trên Sao Kim
Có thể có khả năng rằng sự sống bắt nguồn từ Sao Kim trước khi hành tinh bị nóng lên do hiện tượng hiệu ứng nhà kính mất kiểm soát, nhưng giờ không còn tồn tại nữa. Với giả sử rằng quá trình nước được đưa tới Trái Đất là giống nhau đối với tất cả các hành tinh gần khu vực có thể tồn tại sự sống, đã có ước tính rằng nước dưới dạng lỏng có lẽ đã tồn tại trên bề mặt của nó lên tới 600 triệu năm trong suất và một thời gian ngắn sau sự kiện Late Heavy Bombardment, có thể đủ thời gian để các dạng sống đơn giản hình thành, nhưng con số này có thể xê dịch từ vài triệu năm cho tới vài tỉ năm. Việc này có thể cũng đã cung cấp đủ thời gian để các dạng sống vi sinh có thể tiến hóa để sống được ở trong không khí. Có rất ít phân tích về nguyên liệu trên bề mặt Sao Kim, vậy nên có khả năng là những bằng chứng về sự sống trong quá khứ, nếu có, có thể rất dễ tìm với một con tàu vũ trụ có khả năng sinh tồn trong điệu kiện khí quyển hiện tại của Sao Kim, mặc dù những xáo trộn bề mặt hành tinh trong 500 triệu năm qua có nghĩa rằng khó có khả năng các tảng đá bề mặt cổ vẫn còn tồn tại.